# لاندرسهایم
لاندرسهایم (به فرانسوی: Landersheim) یک کمون در فرانسه با جمعیت ۱۸۵ نفر است که در Canton of Marmoutier واقع شده‌است.